# Anaea rosae
Anaea rosae is een vlinder uit de familie van de Nymphalidae. De wetenschappelijke naam van de soort is voor het eerst geldig gepubliceerd in 1909 door Anton Heinrich Fassl.